# Хетка
Хетка — деревня в Холмогорском районе Архангельской области.

## География
Находится в центральной части Архангельской области на расстоянии приблизительно 2 км на юг-юго-запад по прямой от районного центра села Холмогоры на левом берегу протоки Бояр-Курья Северной Двины.

## История
Деревня под настоящим названием была отмечена только в 1939 году в составе Верхнематигорского сельсовета. Однако, еще в 1597 году было известно, что здешний приход имеет две церкви. Нынешняя Воскресенская церковь построена здесь уже в 1694 году. До 2022 года деревня входила в Матигорское сельское поселение до его упразднения.

## Население
Численность населения: 4 человека (русские 100 %) в 2002 году, 6 в 2010.